# Lucía Ramos
Lucía Ramos Nombela (Fuenlabrada, 21 de enero de 1991) es una actriz española conocida principalmente por su participación en la serie juvenil Física o Química como Teresa.

## Biografía
Sus inicios en la pequeña pantalla se dan en series tan populares como El comisario, Cuéntame como pasó, El internado,Yo soy Bea o Hermanos y detectives, donde tuvo apariciones capitulares. Con tan solo 18 años formó parte del reparto de la tv-movie Inocentes (2010) dirigida por Daniel Calparsoro y emitida por Telecinco. Se trata de un thriller sobre prostitución basado en hechos reales.
Sin embargo, el papel que más le dio a conocer fue el de Teresa en las tres últimas temporadas serie Física o Química (2010-2011), por ser una serie de gran popularidad y audiencia, emitida en Antena 3.
En 2012, se incorporó al reparto de la nueva serie dirigida por José Luis Moreno, Todo es posible en el bajo, emitida en Telemadrid. Además ha participado de manera episódica en series como El don de Alba y La que se avecina, ambas de Telecinco.
La actriz también ha intervenido en importantes campañas de publicidad nacionales e internacionales entre las que destacan marcas como Adidas con Zinedine Zidane, y Mustang, marca de la que fue imagen durante dos campañas junto al también actor Mario Casas.
En 2014 protagonizó la película En apatía, secuelas del odio, junto a Christian Casas y Álvaro Díaz. También ha participado en las cintas No quiero ser recuerdo, de Óscar Parra de Carrizosa, y Novatos, de Pablo Aragüés.
En 2016 rueda la miniserie Marcados, junto a Natalia Sánchez y Jaime Olías, que todavía está pendiente de estreno. También ese año se incorpora al reparto de la docuficción Centro Médico, emitida Televisión Española, donde interpreta a la fisioterapeuta Marta Palacio.

## Filmografía

### Cine
| Año  | Título                       | Personaje | Director                 |
| ---- | ---------------------------- | --------- | ------------------------ |
| 2014 | No quiero ser recuerdo       | Vega      | Óscar Parra de Carrizosa |
| 2014 | En apatía: secuelas del odio | Laura     | Joel Arellanes Duran     |
| 2015 | Novatos                      | Carla     | Pablo Aragüés            |

### Televisión
| Año       | Título                     | Personaje           | Notas         |
| --------- | -------------------------- | ------------------- | ------------- |
| 2004      | Paco y Veva                | Ana                 | 1 episodio    |
| 2005      | El comisario               | Mónica              | 1 episodio    |
| 2005      | Cuéntame cómo pasó         | Valeria             | 1 episodio    |
| 2007      | El internado               | Irene               | 1 episodio    |
| 2007      | Hermanos y detectives      | Valentina           | 3 episodios   |
| 2008      | Yo soy Bea                 | Daisy               | 6 episodios   |
| 2010      | Inocentes                  | Carla               | 2 episodios   |
| 2010-2011 | Física o química           | Teresa Parra Lebrón | 30 episodios  |
| 2012      | Todo es posible en el bajo | Luz                 | 11 episodios  |
| 2014      | SubUrbania                 | Sara                | 1 episodio    |
| 2015      | La que se avecina          | Sandra              | 1 episodio    |
| 2016-2019 | Centro médico              | Marta Palacio       | 100 episodios |
| 2022      | Señor, dame paciencia      | Lluvia              | 5 episodios   |

### Teatro
| Año  | Título    | Personaje | Notas        |
| ---- | --------- | --------- | ------------ |
| 2015 | PornoStar | Akira     | Protagonista |
| 2018 | Aguacates | Silvia    | Protagonista |
| 2024 | Viernes   | Lucía     | Protagonista |

## Videoclips
- «Tu alma se clavó en mi corazón» de Salva Ortega (2012).
- «Vuela» de SN2 (2013).
- «Disaster» de Mario Jefferson (2013).
- «No pide tanto idiota» de Maldita Nerea (2015).
- «Repetíamos» de Abraham Mateo (2021).